# Les Étrangleurs de Bombay
Pour plus de détails, voir Fiche technique et Distribution.
Les Étrangleurs de Bombay (The Stranglers of Bombay) est un film britannique réalisé par Terence Fisher, sorti en 1959.

## Synopsis
En Inde, à la fin du XIXe siècle, une secte d'étrangleurs appelée les Thugs est la source d'enlèvements, de meurtres et de mutilations de voyageurs qui traversent les régions du pays sous leur influence. Les actes violents perpétrés par les membres de la secte ont pour but d'offrir des sacrifices rituels à la déesse indienne Kali. Un régiment britannique se lance alors aux trousses des tueurs, afin de les mettre hors d'état de nuire.

## Fiche technique
- Titre original : The Stranglers of Bombay
- Titre français : Les Étrangleurs de Bombay
- Réalisation : Terence Fisher
- Scénario : David Zelag Goodman (en)
- Décors : Bernard Robinson, Don Mingaye
- Costumes : Molly Arbuthnot
- Photographie : Arthur Grant
- Son : Jock May
- Musique : James Bernard
- Production exécutive : Michael Carreras
- Production :  Anthony Hinds
- Production associée : Anthony Nelson Keys, Kenneth Hyman
- Société de production : Hammer Film Productions
- Pays d'origine : Royaume-Uni
- Langue originale : anglais
- Format : Noir et blanc - 2,35:1 - Mono
- Genre : aventure
- Durée : 80 minutes
- Date de sortie : 1959

## Distribution
- Guy Rolfe : Capitaine Harry Lewis
- Allan Cuthbertson : Capitaine Christopher Connaught-Smith
- Andrew Cruickshank : Colonel Henderson
- George Pastell : Grand-Prêtre de Kali
- Marne Maitland : Patel Shari
- Tutte Lemkow : Ram Das
- Paul Stassino : Lieutenant Silver
- Roger Delgado : Bundar

## DVD
- États-Unis : Le film est sorti en Zone 1 NTSC dans un coffret (Icons of Adventure : The Stranglers of Bombay - 2 DVD - 4 films) sorti le 10 juin 2008 chez Sony. Le film est présenté au format d'origine 2.35:1 panoramique anamorphique 16:9. L'audio est en anglais avec sous-titre anglais et français. Les copies ont été remastérisées. En supplément un commentaire audio du scénariste Jimmy Sangster, bande annonce originale, un dessin animé et des previews. ASIN B0016KCCCC